# Irena Sendler
Irena Stanisława Sendler også kendt som Irena Sendlerowa (født 15. februar 1910, død 12. maj 2008) var en polsk katolik, der under 2. verdenskrig i det tysk-besatte Polen var med til at smugle 2.500 jødiske børn ud af Warszawa-ghettoen og sikre dem falske identiteter.
Hun var medlem af den polske undergrunds- og modstandsorganisation Żegota. Som sundhedsinspektør i Warszawas socialvæsen kunne hun besøge ghettoen, hvor hun tog et jødisk armbind på og forfærdedes over forholdene. Hun havde selv et lille barn. 
I oktober 1943 blev hun anholdt af Gestapo, der brækkede begge hendes ben og dømte hende til døden, da de ikke fik noget ud af hende. En tysk soldat lod sig dog bestikke af Żegota til at føre hende op på listen over henrettede. Hun var efterfølgende i stand til at fortsætte sit virke under falsk identitet. Irenas historie var næsten ikke kendt udenfor Polens grænser før i 1999, da en gruppe skolebørn fra Uniontown i Kansas skrev teaterstykket Life in a jar om hende. 
Var i 2007 nomineret til Nobels fredspris.